# Rhadinodonta flaviger
Rhadinodonta flaviger är en stekelart som först beskrevs av Wesmael 1845.  Rhadinodonta flaviger ingår i släktet Rhadinodonta och familjen brokparasitsteklar. Inga underarter finns listade i Catalogue of Life.